# La Moixeta
La Moixeta és una urbanització, entitat singular i nucli de població del municipi del Montmell, al Baix Penedès.
Està situada al nord-est del territori del municipi al límit amb el terme del Pla de Manlleu i a tocar de la urbanització les Pinedes Altes (est).
La urbanització, amb força carrers i cases molt escampades, ocupa una zona alta i boscosa a la vora del puig de la Cova (493 m) entre el torrent d'Aiguaviva i el torrent de la Moixeta, que separa la urbanització la Moixeta de la urbanització les Pinedes Altes.
En el nucli i disseminat hi viuen 90 persones (2024).
El lloc celebra la seva festa major durant els primers dies del mes d'agost.
A la zona, a prop de la urbanització, hi ha el conjunt de coves de la Moixeta que han estat recentment resenyades per espeleòlegs. Són cavitats de cinglera de poc recorregut però d'interès paisatgistic.